# San Telmo (Puerto de la Cruz)

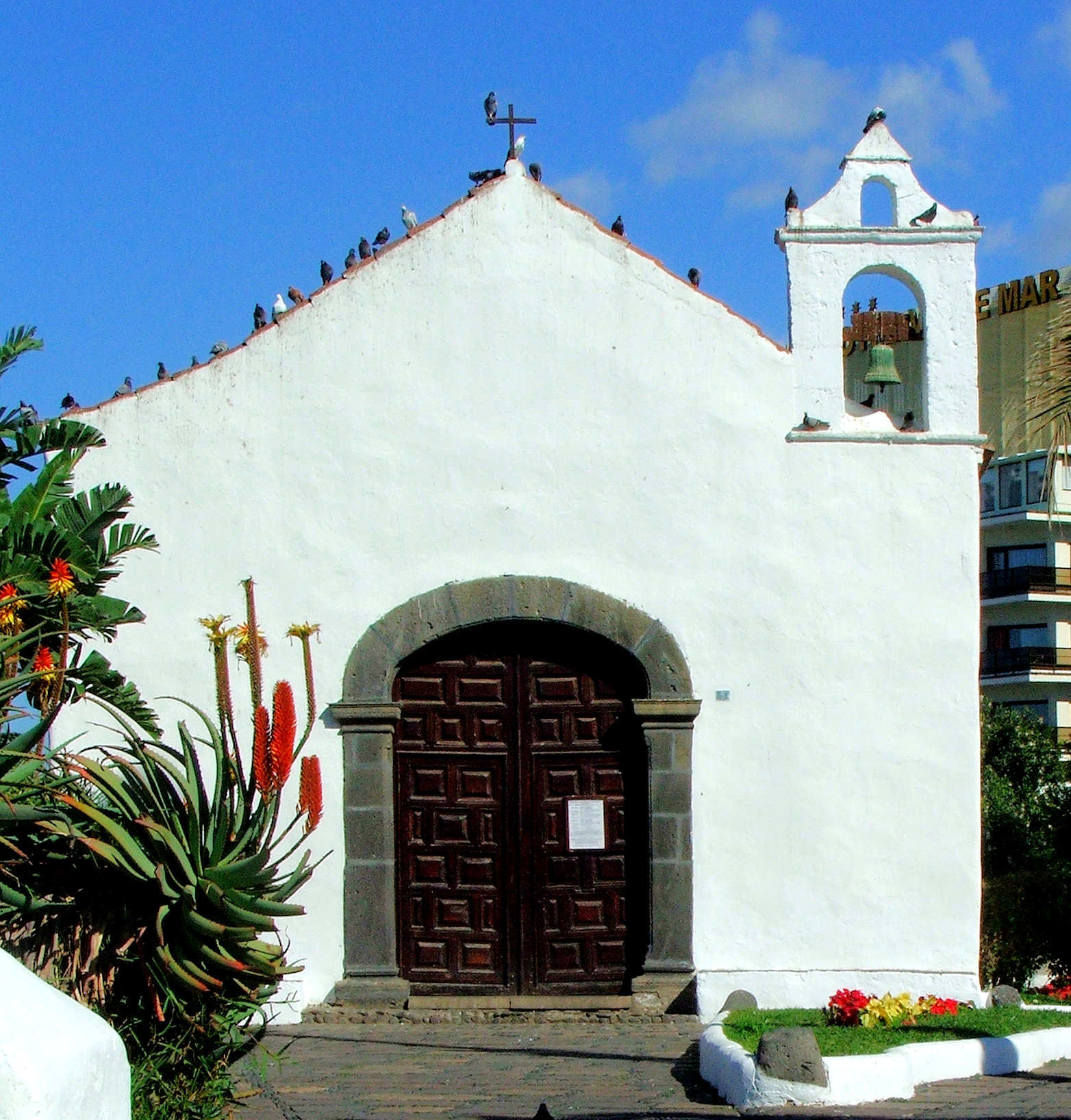
Hauptfassade der Ermita San Telmo

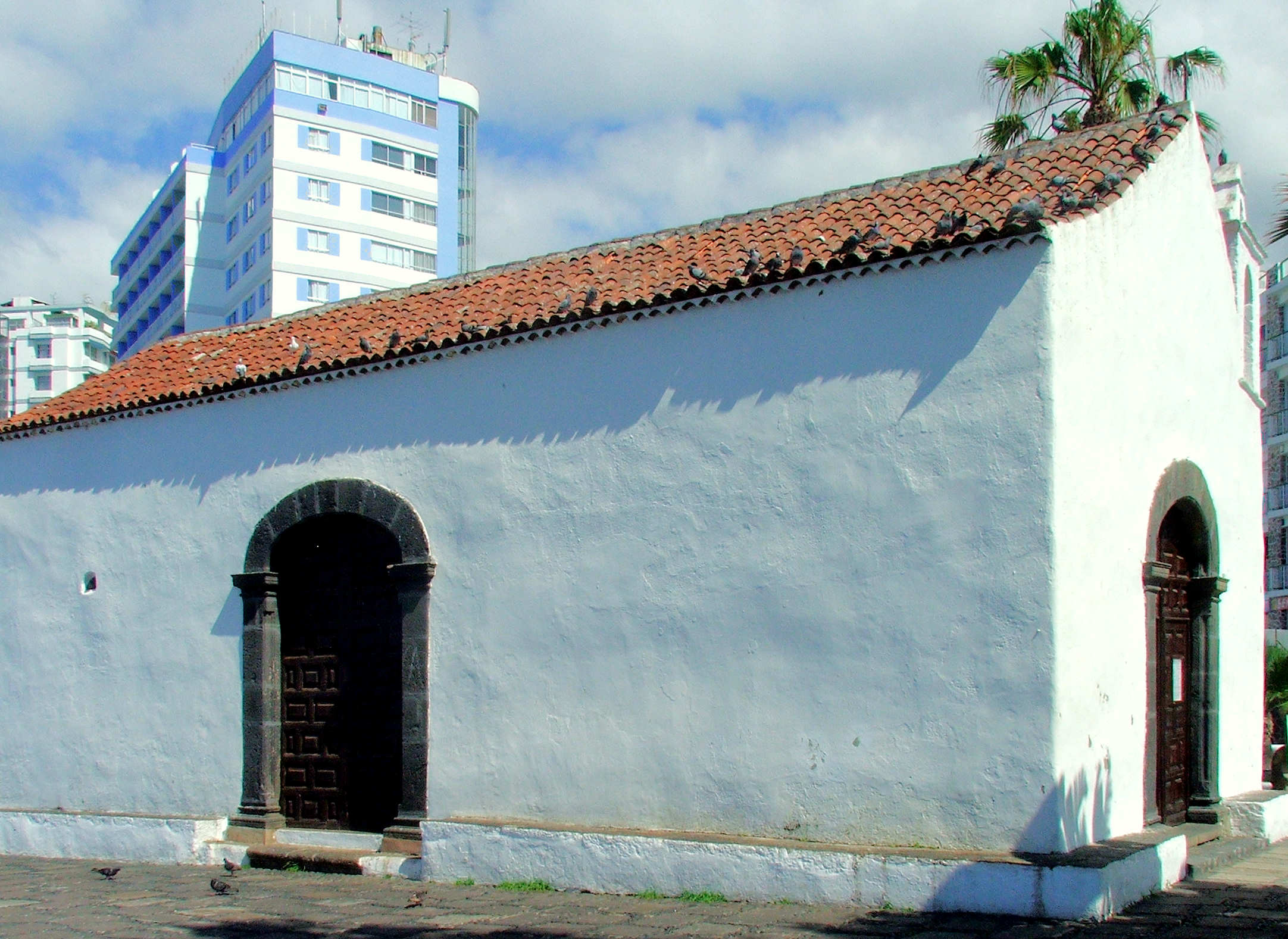
Nordfassade der Ermita San Telmo

Die Kapelle (Ermita) San Telmo steht auf einer felsigen Erhebung am östlichen Ende der Bucht San Telmo in Puerto de la Cruz auf der Insel Teneriffa.

## Geschichte
Im Jahr 1608 wurde auf der Westseite der Bucht eine erste dem Seligen Petrus Gonzales (San Telmo) geweihte Kapelle erbaut, im Lauf des 17. Jahrhunderts stark erweitert und ein Teil des Dominikanerklosters. Ein Brand im Jahr 1778 vernichtete Kloster und Kapelle.
Die neue heutige Kapelle wurde im Jahr 1780 auf der Ostseite der Bucht im Bereich der Befestigungsanlage, die die Bucht vor Piraten schützen sollte, auf Veranlassung der Seefahrergilde (Gremio de mariantes) gebaut. Die große Flut des 7. Novembers 1826 zerstörte die Kapelle teilweise. Erst im Jahr 1870 wurde die Kapelle wieder hergerichtet. Sie wurde allerdings kaum weiter unterhalten. Im Jahr 1968 wurde sie mit Unterstützung des Katholischen Auslandssekretariates für deutschsprachige Katholiken restauriert, um dort deutschsprachige Gottesdienste abzuhalten. Am 15. Februar 2000 wurde die Ermita de San Telmo von der Kanarischen Regierung als Bien de Interés Cultural con la categoría de Monumento Histórico unter Denkmalschutz gestellt.

## Bauwerk
Das auf rechteckigem Grundriss errichtete Gebäude ist mit einem mit Mönch-und-Nonne-Ziegeln gedeckten Satteldach versehen. Die Mauern bestehen aus unbearbeiteten kalkgeputzten Steinen. Zwei Eingangstorbögen aus Basalt sind die einzigen dekorativen Elemente, die die weißen Mauern unterbrechen. Die Tore schließen oben mit einem Korbbogen ab, der von Pilastern getragen wird.
Die Hauptfassade ist nach Westen ausgerichtet. Auf der rechten Seite erhebt sich eine zweistöckige Glockenmauer (Espadaña), in deren unterer Öffnung sich eine Glocke befindet. In der Mitte der Fassade ist über dem Dachfirst ein Kreuz angebracht. An der West- und der Nordfassade befindet sich ein hervortretender Sockel, der durch die Tore unterbrochen wird.
Die Sakristei ist an der Kopfseite an das Gebäude angesetzt und besitzt ein eigenes Pultdach und einen kleinen Eingang.
Im Inneren der Kirche erkennt man ein Kehlbalkendach im Mudéjar-Stil. Die Balken sind mit geometrischen Figuren verziert und enden teilweise in Voluten. Die Wand hinter dem Altar ist mit typischen, gemalten Barockmotiven verziert.
Zu der Kirche gehören verschiedene nicht fest eingebaute Kunstobjekte. Der Holzaltar zeigt verschiedene goldene Motive auf rotem Grund. Die Nische wird von zwei Säulen mit korinthischen Kapitellen begrenzt. Die mit Textilien bekleidete Figur des Heiligen Telmo ist etwa 145 cm hoch. Der Schöpfer der Figur ist unbekannt. Sie wurde der Kapelle im Jahr 1783 gespendet und um 1950 durch Ezequiel de León, einem Künstler aus La Orotava restauriert. Die Virgen de Candelaria und der Heilige Blasius, beide aus Holz, sind ebenfalls Arbeiten des Ezequiel de León. Einen wesentlichen Beitrag zur Restauration im Jahre 1968 trug der deutsche Kunstschmied und Bildhauer Fred G. Hellwig bei, er gestaltete den Altarraum, das Cruzifix aus gebranntem Edelstahl und den Altar mit in Kupfer getriebenen Inschriften.